# Sishilichengzi
Sishilichengzi är en ort i Kina. Den ligger i den autonoma regionen Xinjiang, i den nordvästra delen av landet, omkring 220 kilometer sydväst om regionhuvudstaden Ürümqi. Sishilichengzi ligger 1 057 meter över havet och antalet invånare är 8 722.
Runt Sishilichengzi är det ganska glesbefolkat, med 21 invånare per kvadratkilometer. Närmaste större samhälle är Yanqi, 13,3 km nordost om Sishilichengzi. Trakten runt Sishilichengzi består till största delen av jordbruksmark.
Genomsnittlig årsnederbörd är 105 millimeter. Den regnigaste månaden är juni, med i genomsnitt 40 mm nederbörd, och den torraste är mars, med 2 mm nederbörd.